# Egon Egemann
Egon Egemann, geboren als Egon Lackner (Graz, 1963), is een Oostenrijks muzikant en componist. 
Egemann studeerde klassieke viool en jazz op de Graz Music Academy in Oostenrijk. Hij vestigde zich in Zwitserland na studies in het Amerikaanse Boston. In Zwitserland stichtte hij het Egon Family Orchestra. Tegen het einde van 1989 had hij besloten om een solocarrière op te starten en in 1990 werd hij geselecteerd om Zwitserland te vertegenwoordigen tijdens het Eurovisiesongfestival 1990 met het lied "Musik klingt in die Welt hinaus". De act eindigde op de elfde positie van de 22 inzendingen. 
Egemann kwam terug bij het Eurovisiesongfestival 1998, als componist van de inzending van Zwitserland, "Lass ihn", van Gunvor. Dit nummer eindigde op de laatste positie. 
1956: Lys Assia + Lys Assia · 
1957: Lys Assia · 
1958: Lys Assia · 
1959: Christa Williams · 
1960: Anita Traversi · 
1961: Franca di Rienzo · 
1962: Jean Philippe · 
1963: Esther Ofarim · 
1964: Anita Traversi · 
1965: Yovanna · 
1966: Madeleine Pascal · 
1967: Géraldine · 
1968: Gianni Mascolo · 
1969: Paola · 
1970: Henri Dès · 
1971: Peter, Sue & Marc · 
1972: Véronique Müller · 
1973: Patrick Juvet · 
1974: Piera Martell · 
1975: Simone Drexel · 
1976: Peter, Sue & Marc · 
1977: Pepe Lienhard Band · 
1978: Carole Vinci · 
1979: Peter, Sue & Marc & Pfuri, Gorps & Kniri · 
1980: Paola · 
1981: Peter, Sue & Marc · 
1982: Arlette Zola · 
1983: Mariella Farré · 
1984: Rainy Day · 
1985: Mariella Farré & Pino Gasparini · 
1986: Daniela Simmons · 
1987: Carol Rich · 
1988: Céline Dion · 
1989: Furbaz · 
1990: Egon Egemann · 
1991: Sandra Simó · 
1992: Daisy Auvray · 
1993: Annie Cotton · 
1994: Duilio · 
1996: Kathy Leander · 
1997: Barbara Berta · 
1998: Gunvor · 
2000: Jane Bogaert · 
2002: Francine Jordi · 
2004: Piero Esteriore & The MusicStars · 
2005: Vanilla Ninja · 
2006: Six4one · 
2007: DJ BoBo · 
2008: Paolo Meneguzzi · 
2009: Lovebugs · 
2010: Michael von der Heide · 
2011: Anna Rossinelli · 
2012: Sinplus · 
2013: Takasa · 
2014: Sebalter · 
2015: Mélanie René · 
2016: Rykka · 
2017: Timebelle · 
2018: ZiBBZ · 
2019: Luca Hänni · 
2021: Gjon's Tears · 
2022: Marius Bear · 
2023: Remo Forrer · 
2024: Nemo · 
2025: Zoë Më
- Gemeinsame Normdatei: 134365194
- International Standard Name Identifier: 0000 0000 5570 8111
- MusicBrainz: e3f5f504-da13-4d5f-bf8b-172f98c2286d
- Virtual International Authority File: 79593135
- WorldCat: E39PBJvxmqTfcdjJTp8f7qbmVC